# .lt
.lt – domena internetowa przypisana dla stron internetowych z Litwy. Została utworzona 3 czerwca 1992. Zarządza nią Uniwersytet Techniczny w Kownie.